# (12356) Carlscheele
(12356) Carlscheele  es un asteroide perteneciente al cinturón de asteroides, descubierto el 15 de septiembre de 1993 por Eric Walter Elst desde el Observatorio de La Silla, en Chile.

## Designación y nombre
Carlscheele se designó inicialmente como 1993 RM14.
Más adelante fue nombrado en honor al químico y mineralogista sueco Carl Wilhelm Scheele (1742-1786).

## Características orbitales
Carlscheele orbita a una distancia media del Sol de 2,9350 ua, pudiendo acercarse hasta 2,6323 ua y alejarse hasta 3,2377 ua. Tiene una excentricidad de 0,1031 y una inclinación orbital de 1,6097° grados. Emplea en completar una órbita alrededor del Sol 1836 días.

## Características físicas
Su magnitud absoluta es 13,3. Tiene 6,013 km de diámetro. Su albedo se estima en 0,281. El valor de su periodo de rotación es de 6,4449 h.